# Álvaro de Caminha
Álvaro de Caminha (Faro (?), ? — São Tomé, 28 d'abril de 1499), fou donatário de l'illa de São Tomé, nomenat per Joan II de Portugal en carta datada de 29 de juliol de 1493, que es va ocupar de la seva colonització d'una manera més efectiva que els seus antecessors, ja que per a l'efecte li van ser lliurats els fills recent batejats dels jueus i alguns degradats, així com el privilegi especial de comprar esclaus al continent per a poblar l'illa, es donarien altres privilegis com el dret dels habitants de comerciar lliurement a la costa de Manicongo i en l'illa de Fernão do Pó. Va instal·lar el seu centre poblacional a la badia d'Ana Chaves, per semblar-li més adequada que l'anterior local. Durant el seu govern efectuà la introducció de la plantació de canya de sucre a l'illa, amb resultats bastant positius. El seu testament és un document important per a l'estudi de la colonització de l'illa de São Tomé.
Va exercir el càrrec de recebedor da Alfândega de Lisboa i de capitão-mór (governador) de l'illa de São Tomé.